# Hameau de Chantilly
 (février 2020).
Si vous disposez d'ouvrages ou d'articles de référence ou si vous connaissez des sites web de qualité traitant du thème abordé ici, merci de compléter l'article en donnant les références utiles à sa vérifiabilité et en les liant à la section « Notes et références ».

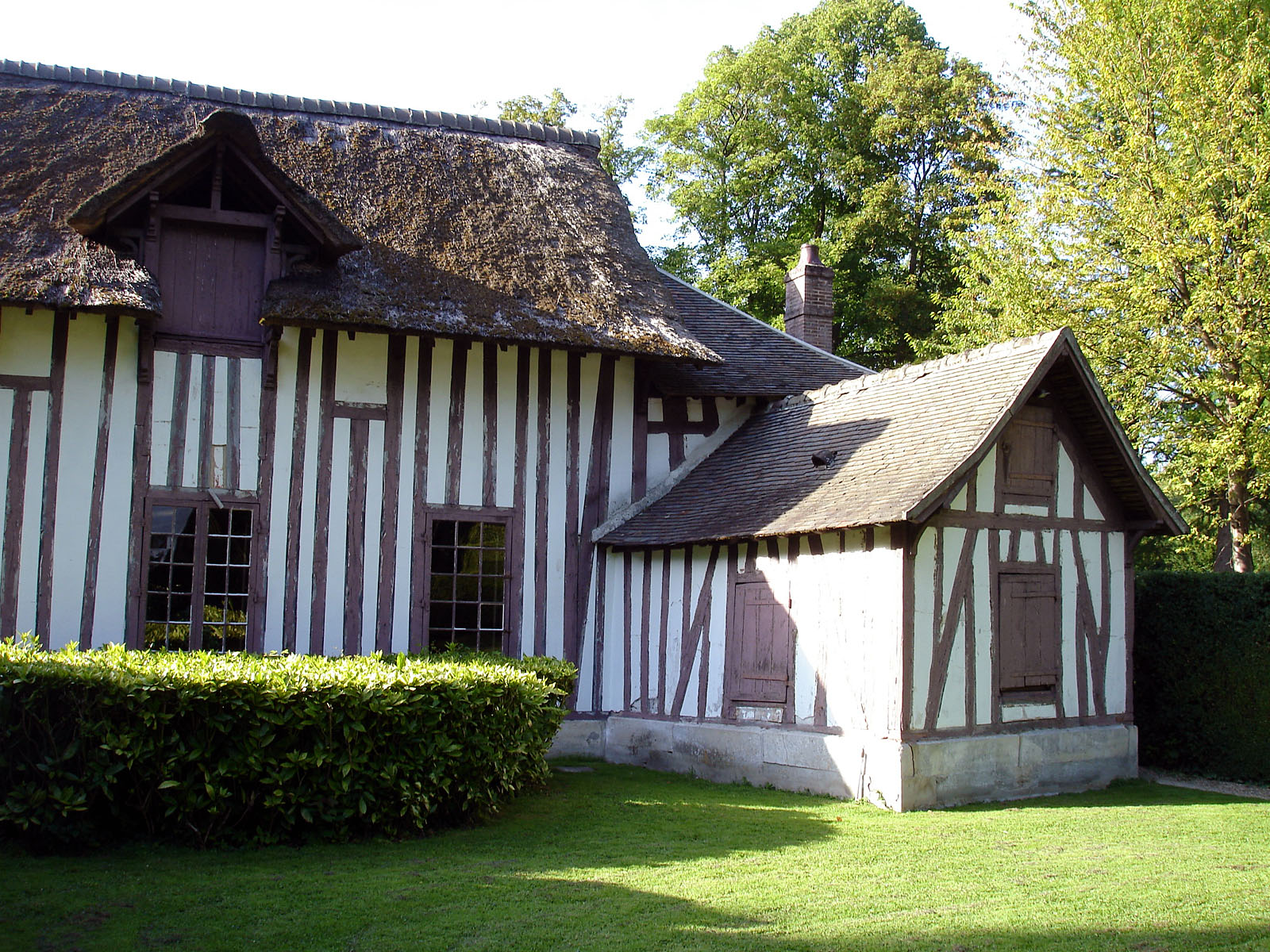
Une des chaumières du Hameau.

Le Hameau est une fabrique construite en 1774 dans la partie est du parc du château de Chantilly.
De 1772 à 1774 le prince de Condé fit aménager par son architecte Jean-François Leroy et son jardinier Toussaint Yves Catros un jardin à la mode nouvelle pour distraire ses invités pendant les chaudes journées d'été. Ce dernier s'inspira du style « chinois » alors diffusé en Europe par les Britanniques, d'où le nom de « jardin anglo-chinois » qui lui est donné aujourd'hui.
Ce jardin fut installé non loin du château, sur une prairie marécageuse qu'il fallut assainir. Dans ce lieu naturellement frais, on multiplia les canaux et les petites rivières artificielles que les invités parcouraient en « pirogue » ou même à pied, dans l'eau, pour se rafraîchir. La promenade leur faisait découvrir un « antre », un « torrent », un « rocher », construits afin d'évoquer des paysages étranges et surprenants. Ils soupaient enfin dans une « guinguette ». Musique, danse et feux d'artifice complétaient les divertissements.
Puis, en 1774, le prince fit construire un hameau de sept chaumières d'aspect rustique, inspirées du style architecturale de la Normandie orientale, dont cinq subsistent encore aujourd'hui. Elles sont identifiées chacune d'un nom particulier : le Salon, le Billard, la Salle à manger, la Cuisine, le Moulin. L'Étable et le Cabinet de lecture ont disparu. Le contraste entre leur aspect rustique et les aménagements intérieurs richement décorés provoquait la surprise et l'étonnement des invités. Le succès et la renommée de ce hameau d'agrément inspirèrent la reine Marie-Antoinette pour son Hameau de la Reine dans les jardins du Petit Trianon à Versailles. La Révolution préserva le hameau qui fut restauré par le duc d'Aumale à partir de son retour à Chantilly en 1870.
De 1984 à 2008 le musée Condé utilisa deux maisons du Hameau pour des ateliers pédagogiques d'initiation au patrimoine du domaine de Chantilly. Actuellement dans le moulin sont installés les goûters champêtres qui proposent rafraîchissements et collations aux visiteurs du parc. Un labyrinthe de 4000 m2 a été aménagé à proximité immédiate. Des visites du Grand Canal en bateau y sont également possibles chaque été.